# Chrysothlypis
Chrysothlypis là một chi chim trong họ Thraupidae.